# Artur Michalski
Artur Antoni Michalski (ur. 5 maja 1962 w Warszawie) – polski dyplomata; ambasador RP w Mołdawii (2012–2017) oraz Białorusi (2018–2023), charge d’affaires RP w Irlandii (od 2024). 

## Życiorys
Absolwent filozofii na Akademii Teologii Katolickiej. W 1987 rozpoczął pracę w tygodniku „Ład”. Zajmował się głównie regionem Europy Środkowej i Wschodniej, opisując procesy demokratyzacyjne (opisane w zbiorze reportaży „Na gruzach totalitaryzmu – rozmowy o odradzaniu się chrześcijaństwa w Rosji”).
Jesienią 1990 rozpoczął pracę w Ministerstwie Spraw Zagranicznych. Po roku pracy w Warszawie, wyjechał do ambasady w Moskwie na stanowisko rzecznika prasowego (w randze II, następnie I sekretarza). Po powrocie w 1996 objął stanowisko kierownika wydziału rosyjskiego w Ośrodku Studiów Wschodnich. Rok później został naczelnikiem wydziału rosyjskiego w Departamencie Europy Wschodniej MSZ. W 2000 rozpoczął pracę w ambasadzie RP w Waszyngtonie w charakterze rzecznika prasowego. Po powrocie w 2004 podjął pracę w Departamencie Ameryki, a dwa lata później objął stanowisko zastępcy ambasadora RP w Kanadzie.
W 2010 objął funkcję zastępcy dyrektora Departamentu Wschodniego, a w latach 2011–2012 był jego dyrektorem. Następnie objął funkcję ambasadora w Mołdawii (2012 – 30 czerwca 2017). Po powrocie objął stanowisko dyrektora Departamentu Wschodniego.
15 maja 2018 został mianowany ambasadorem RP w Białorusi. W związku z ochłodzeniem relacji polsko-białoruskich 5 października 2020 wyjechał do Polski, formalnie pozostając ambasadorem do 31 sierpnia 2023. We wrześniu 2023 został pełnomocnikiem Ministra do spraw współpracy z demokratycznymi środowiskami białoruskimi. W październiku 2024 objął kierownictwo ambasady w Dublinie jako chargé d’affaires.
Włada biegle językiem angielskim, rosyjskim i w stopniu podstawowym rumuńskim. Żonaty, ma troje dzieci.

## Odznaczenia
- Medal „Za owocną pracę na rzecz Białorusi” – Zjednoczony Gabinet Przejściowy Białorusi, 2024[14]

## Publikacje
- Artur Michalski, Na gruzach totalitaryzmu: rozmowy o odradzaniu się chrześcijaństwa w Rosji, Warszawa: Ośrodek Dokumentacji i Studiów Społecznych, 1991.